# Panguit
Panguit (Ti4+,Sc,Al,Mg,Zr,Ca)1,8O3 – minerał odkryty w meteorycie Allende przez chińskiego geologa Chi Ma. Należy do jednych z najstarszych znanych minerałów które uformowały się w Układzie Słonecznym. Jego wiek szacowany jest na około 4,5 miliarda lat.
Nazwa minerału pochodzi od postaci z chińskiej mitologii Pangu.